# 日本とブルガリアの関係
本項では、日本とブルガリアとの二国間関係（ブルガリア語: Отношения между България и Япония、英語: Bulgaria–Japan relations）について述べる。

## 歴史
両国の間には19世紀末より公式関係があり、第一次世界大戦では敵対関係となったが、両国間で実質的な交戦は行われなかった。ブルガリアと連合国の講和条約であるヌイイ条約には日本は五大国の一員として参加している。
1939年に相互に公使館が開設された。ブルガリアは防共協定と、三国条約に参加し、両国は枢軸国を形成したが、相互の関係はほとんど無かった。1944年9月のブルガリアクーデターにより、ブルガリア王国政府が枢軸国から離脱したため、国交は断絶された。第二次世界大戦が終結し、1959年9月に15年ぶりに国交を回復した。
社会主義体制（ブルガリア人民共和国）当時からブルガリアは親日的であり、冷戦中も両国は敵対関係になることなく良好な関係を維持した。1970年の日本万国博覧会に来日した最高指導者のトドル・ジフコフは日本の発展に感銘を受け、有力者を来日させ「日本ロビー」を形成した。1989年の民主化により表立った日本ロビーこそ姿を消したものの、その後も経済協力に期待し、たびたび要人が来日している。

### 現況
2012年の日本からのブルガリアへの入国者数は11,148人であり、このうち9,302人が観光を目的とした渡航である。2020年の時点で、ブルガリアに在住する日本人は176名（同年10月）、在日ブルガリア人は454名（同年6月）である。両国間には一般旅券所持者に対する査証免除措置が実施されており、6カ月の間に90日以内の短期滞在であれば査証は不要である。ブルガリアはシェンゲン領域に部分的に参加しているものの、国境管理の撤廃は未実施である。2014年6月現在、両国間に直行の定期航空路線は運航されていない。
ブルガリアは日本の東京都渋谷区代々木5-36-3（北緯35度40分32.8秒 東経139度41分24.7秒 / 北緯35.675778度 東経139.690194度）に大使館を置き、ボリスラフ・コストフ特命全権大使が就任している。日本国はソフィアのUl. Lyulyakova Gradina 14（北緯42度40分15秒 東経23度21分18.1秒 / 北緯42.67083度 東経23.355028度）に大使館を置き、2012年9月に小泉崇が特命全権大使として着任した。

## 経済
2013年の日本からブルガリアへの輸出額は69億円で、原動機・農業機械・重電機器などが主である。ブルガリアから日本への輸出額は113億円で、衣類・バッグ類・医薬品などが主である。EU加盟以降相対的に日本の影響力は低下しているものの、2006年には矢崎総業の自動車部品産業が進出し、同年にソフィアに日本企業による最先端の医療設備を備えた総合病院が開業している。カリアクラでは京都議定書を踏まえた風力発電所が建設されるなど、日本企業による投資が進められている。

## 文化・スポーツ

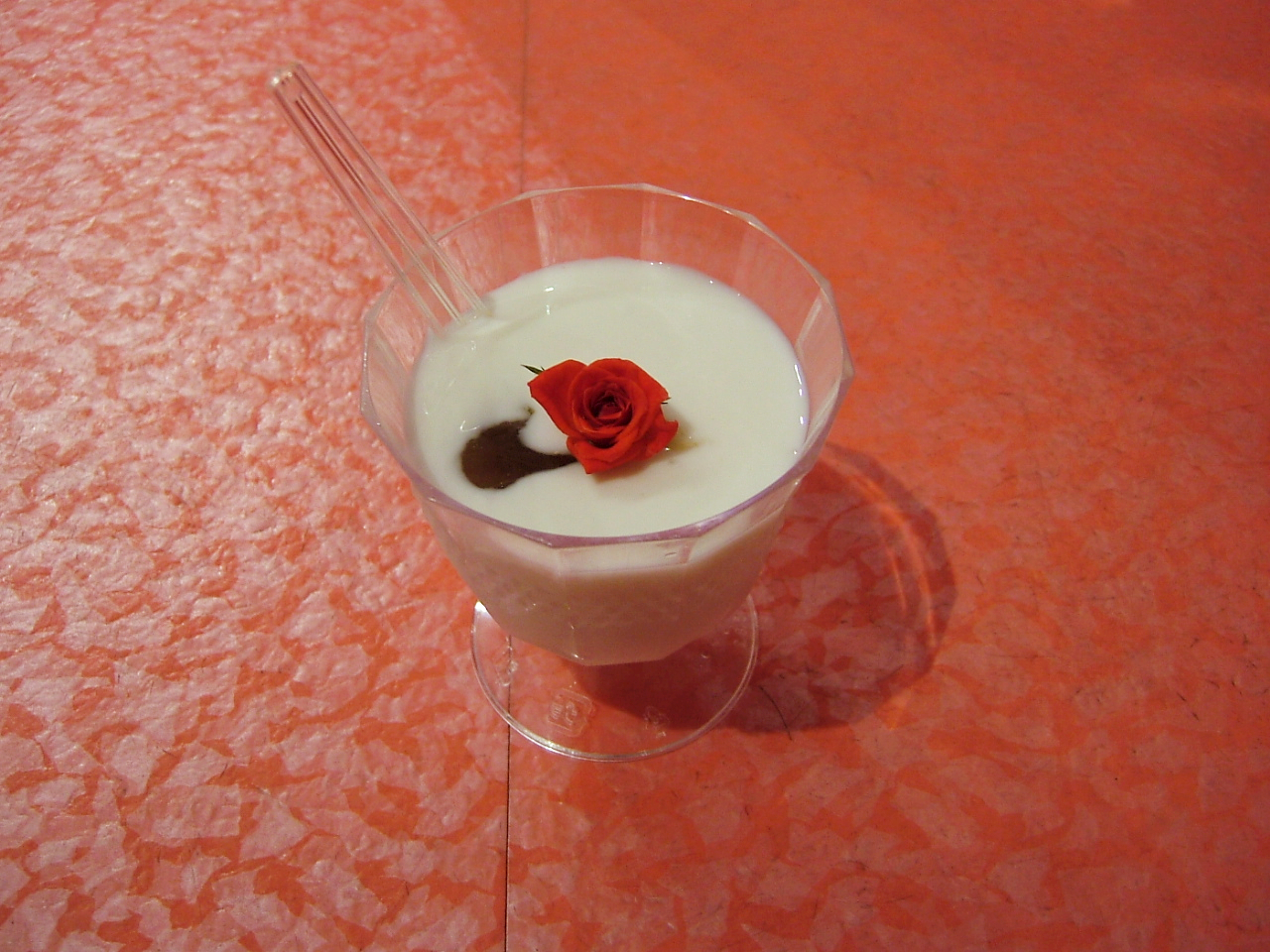
2005年愛知万博のブルガリア館で出されたヨーグルト。薔薇が乗っている。

ブルガリアでは日本の文化に関心が持たれ、相撲・剣道・茶道・漫画とアニメ・俳句など文化ごとの交流団体が活動している。日本においてはブルガリアはバラの国としても知られ、1990年の国際花と緑の博覧会や2005年日本国際博覧会ではブルガリア政府によりバラをテーマにした出展が行われた。スポーツ界ではサッカーブルガリア代表経験者のフリスト・ストイチコフやイリアン・ストヤノフらがJリーグで、日本からはサッカー日本代表経験者の松井大輔らがブルガリアリーグでプレーし、また琴欧洲をはじめとするブルガリア出身の力士の活躍も注目されている。

### 明治ブルガリアヨーグルト
日本においてブルガリアの名を広く知らしめた事柄の一つに明治ブルガリアヨーグルトがある。1970年の日本万国博覧会のブルガリア館で出展されたヨーグルトに明治乳業（現 株式会社明治）の幹部が感銘を受け、1971年に「明治プレーンヨーグルト」の名称で発売された。1973年にブルガリア政府より商品名に国名を冠する正式許可と技術提携を受け、商品名を「明治ブルガリアヨーグルト」に改めた。本製品を通じ「ブルガリア共和国と日本の文化、経済協力を深め、発展させたことに対する貢献」として、1981年、1993年、2001年、2010年に同社の役員4名が勲位1等に相当する「マダラの騎士」を受賞している。

## 姉妹都市

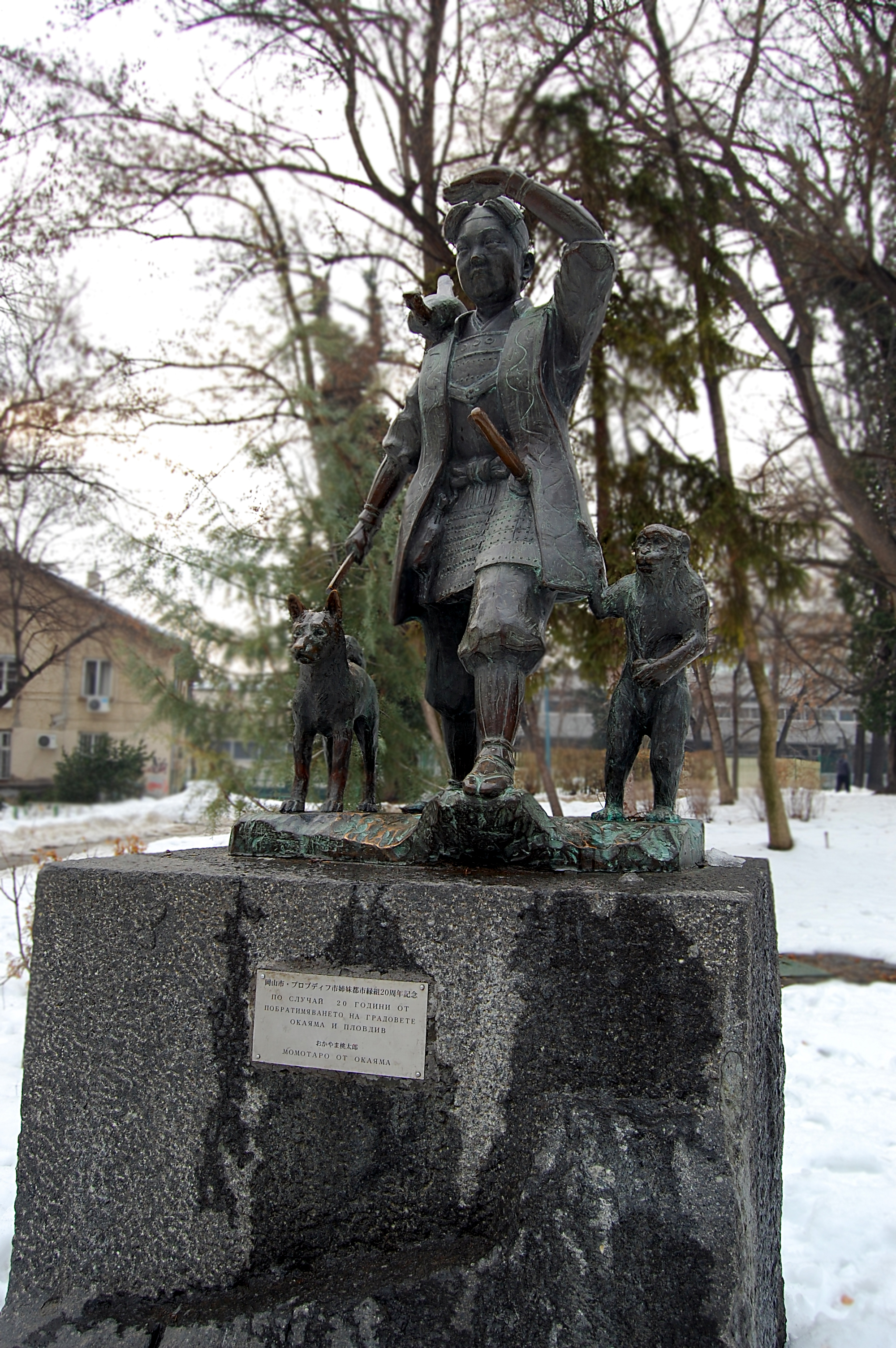
岡山とプロヴディフが姉妹都市になって20周年を記念して建てられた桃太郎の像

両国間で正式に姉妹都市としての関係を持つのは、1972年5月12日に締結した岡山市とプロヴディフ市が唯一であるが、広島県福山市もバラを通じてブルガリアと交流を持ち、1997年にNPO法人福山ブルガリア協会が発足した。2008年には、神奈川県横浜市保土ケ谷区とソフィア市との間で「文化・教育・スポーツ等パートナー都市協定」が締結された。

## 外交使節

### 駐日ブルガリア大使館
- 住所: 東京都渋谷区代々木五丁目36-3
- アクセス: 小田急小田原線代々木八幡駅北口、もしくは東京メトロ千代田線代々木公園駅1番出口

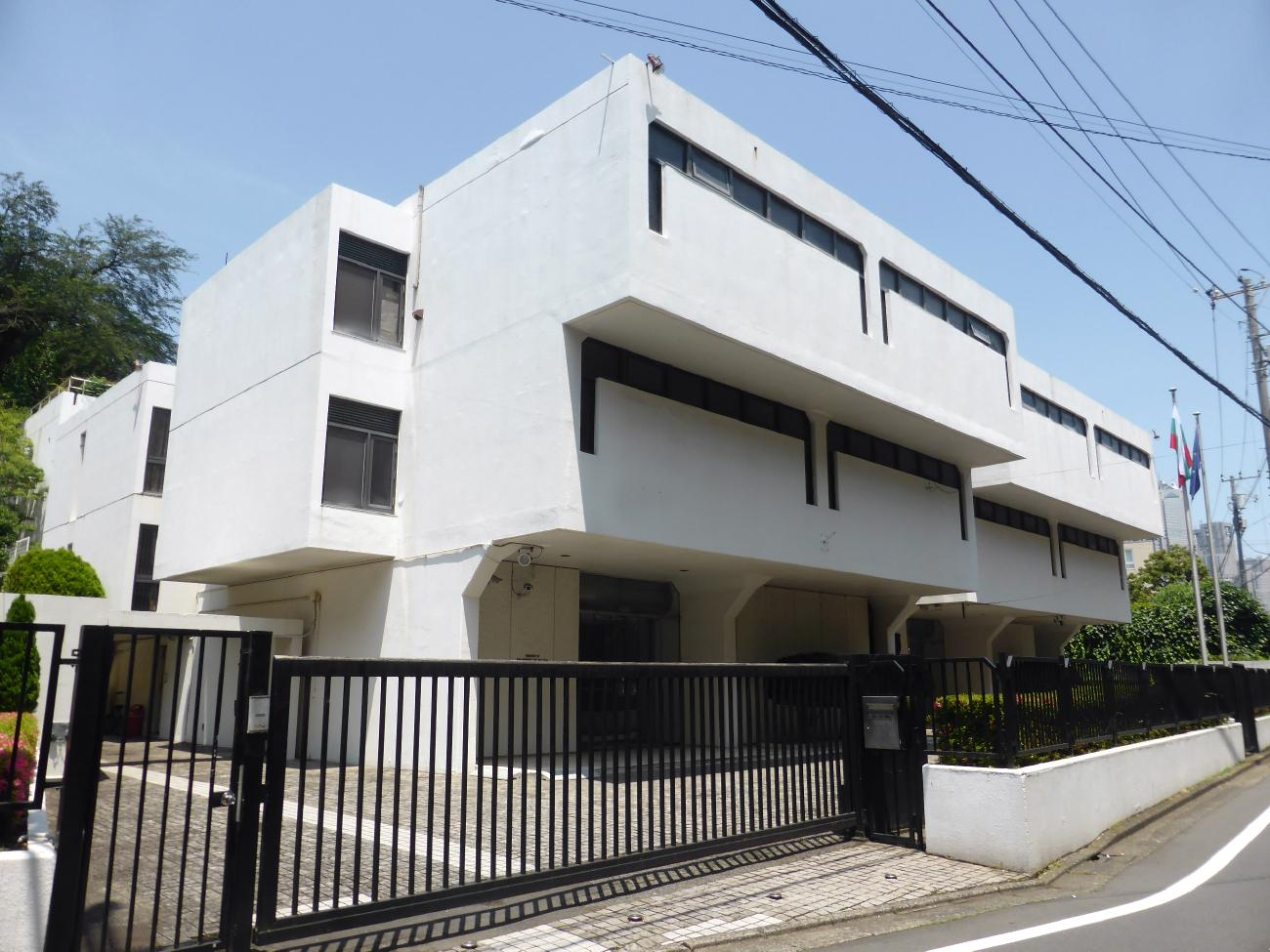
ブルガリア大使館全景
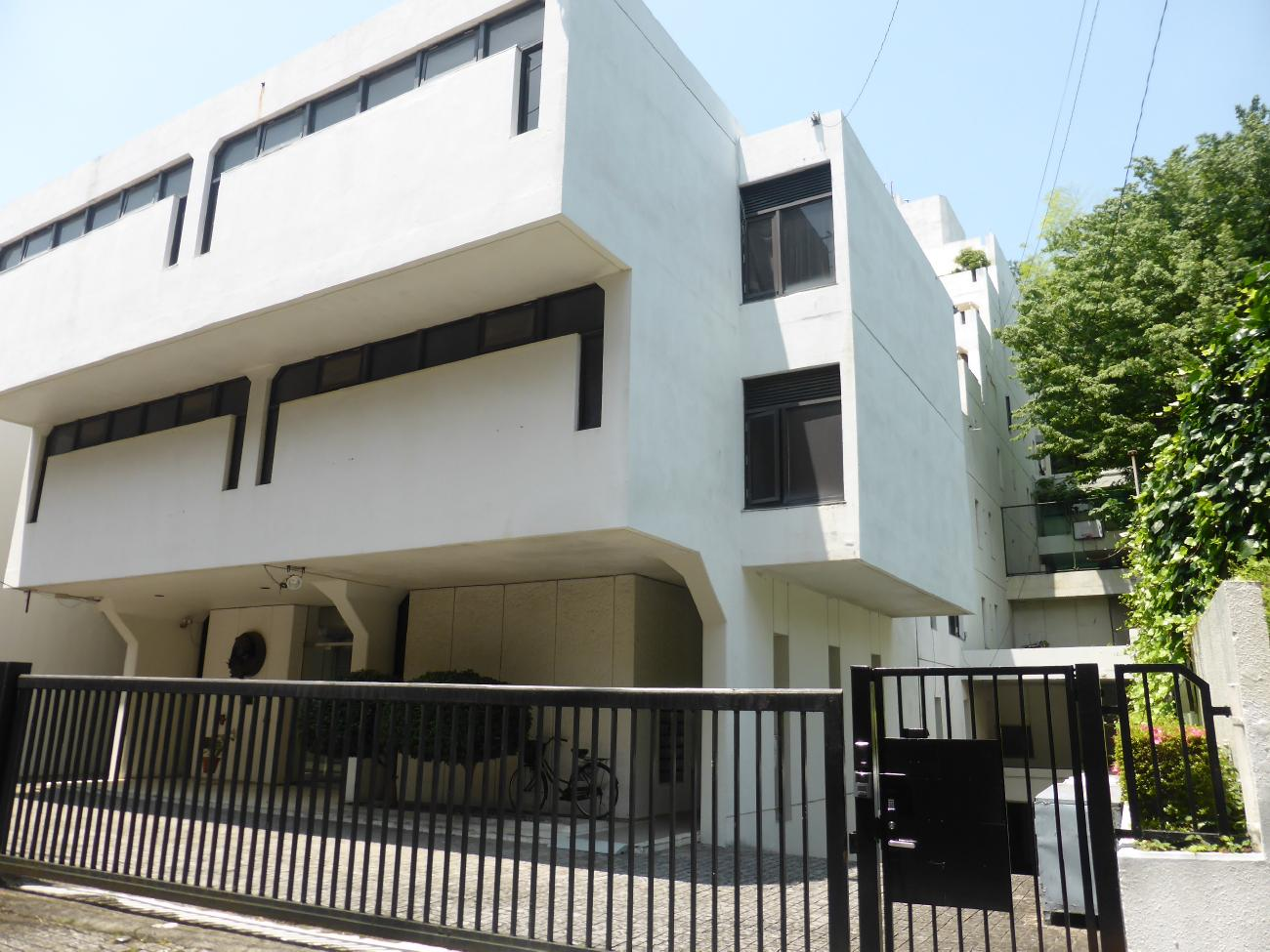
ブルガリア大使館側面
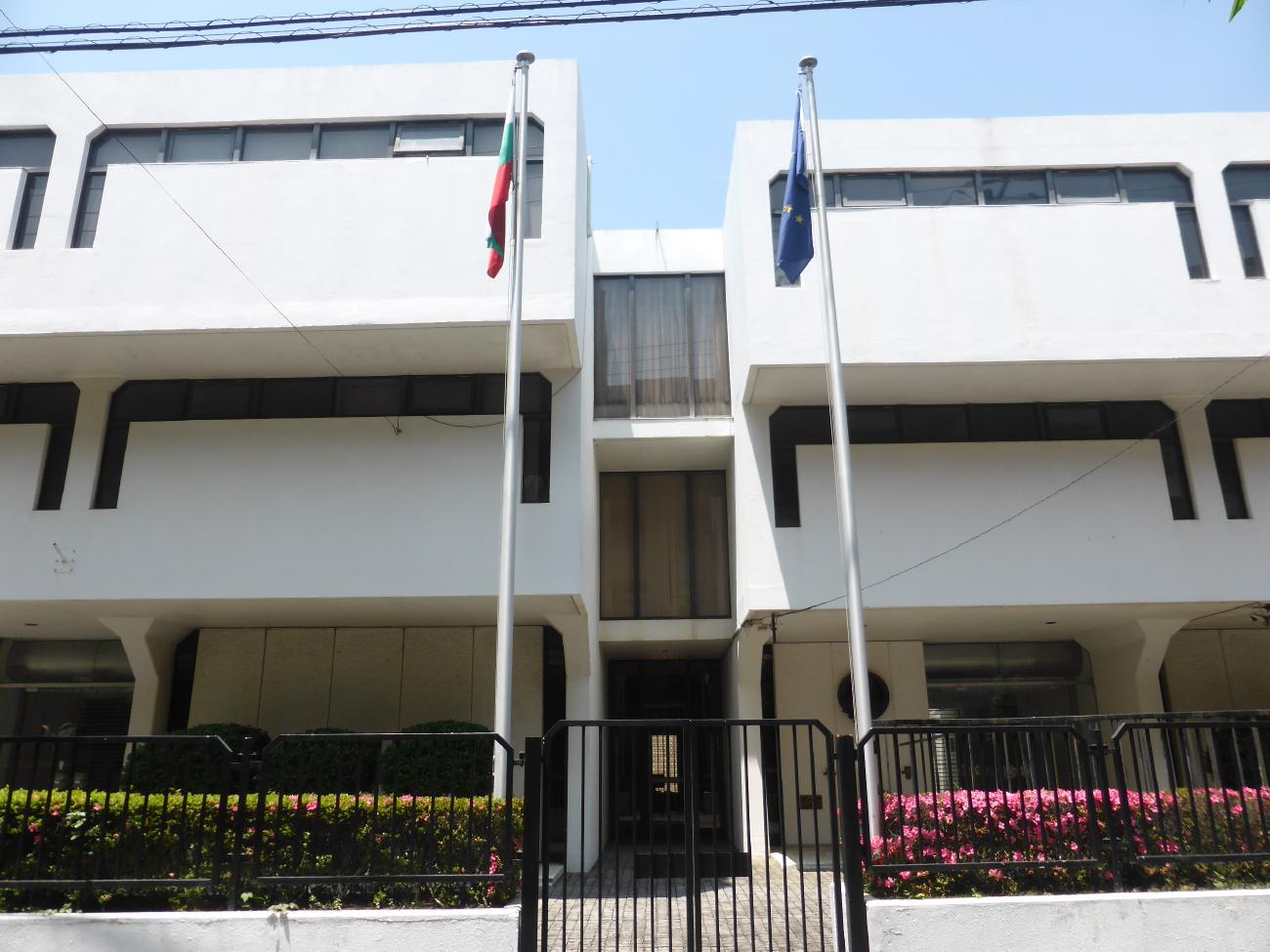
ブルガリア国旗
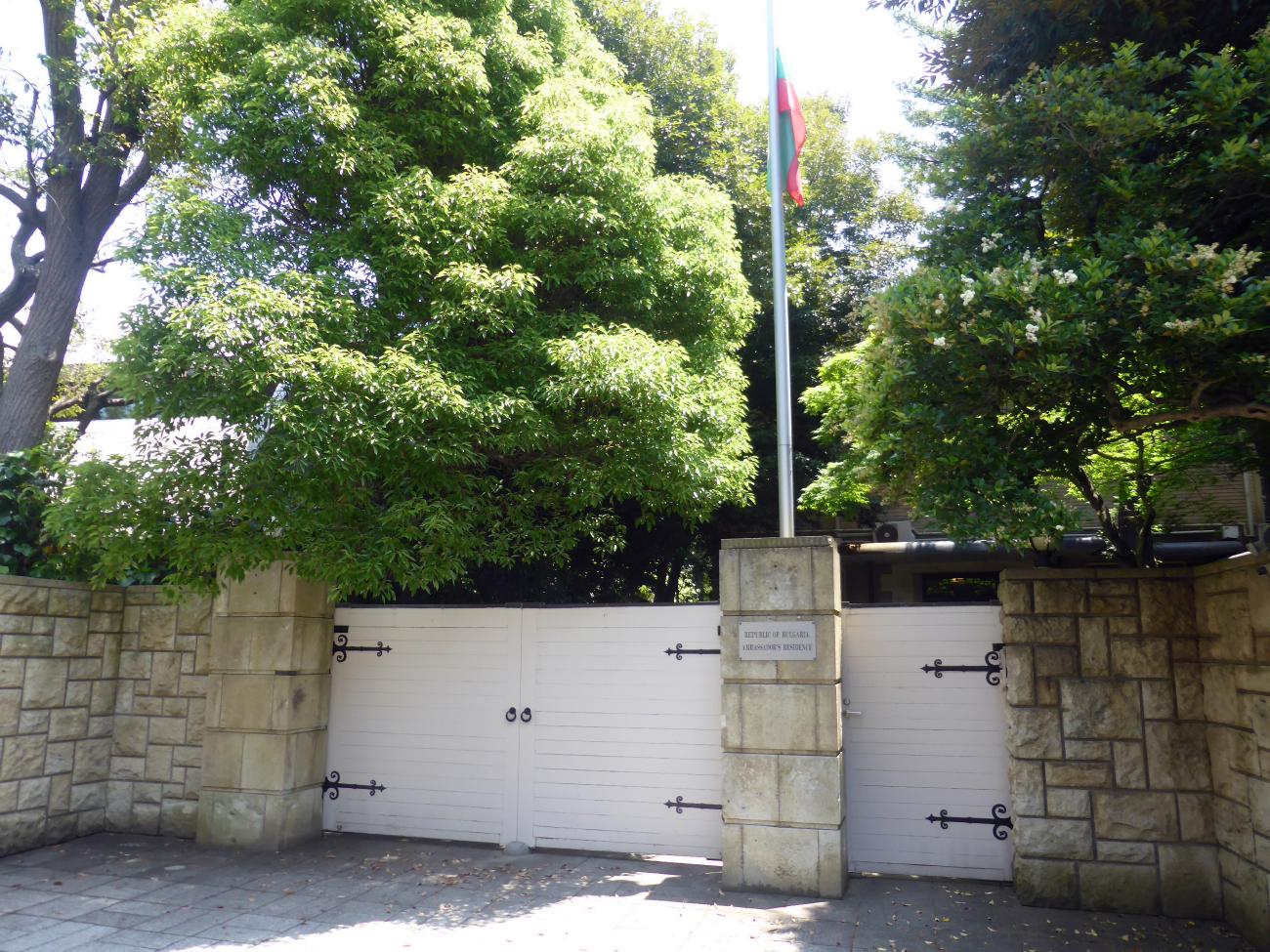
ブルガリア大使公邸は大使館裏にある
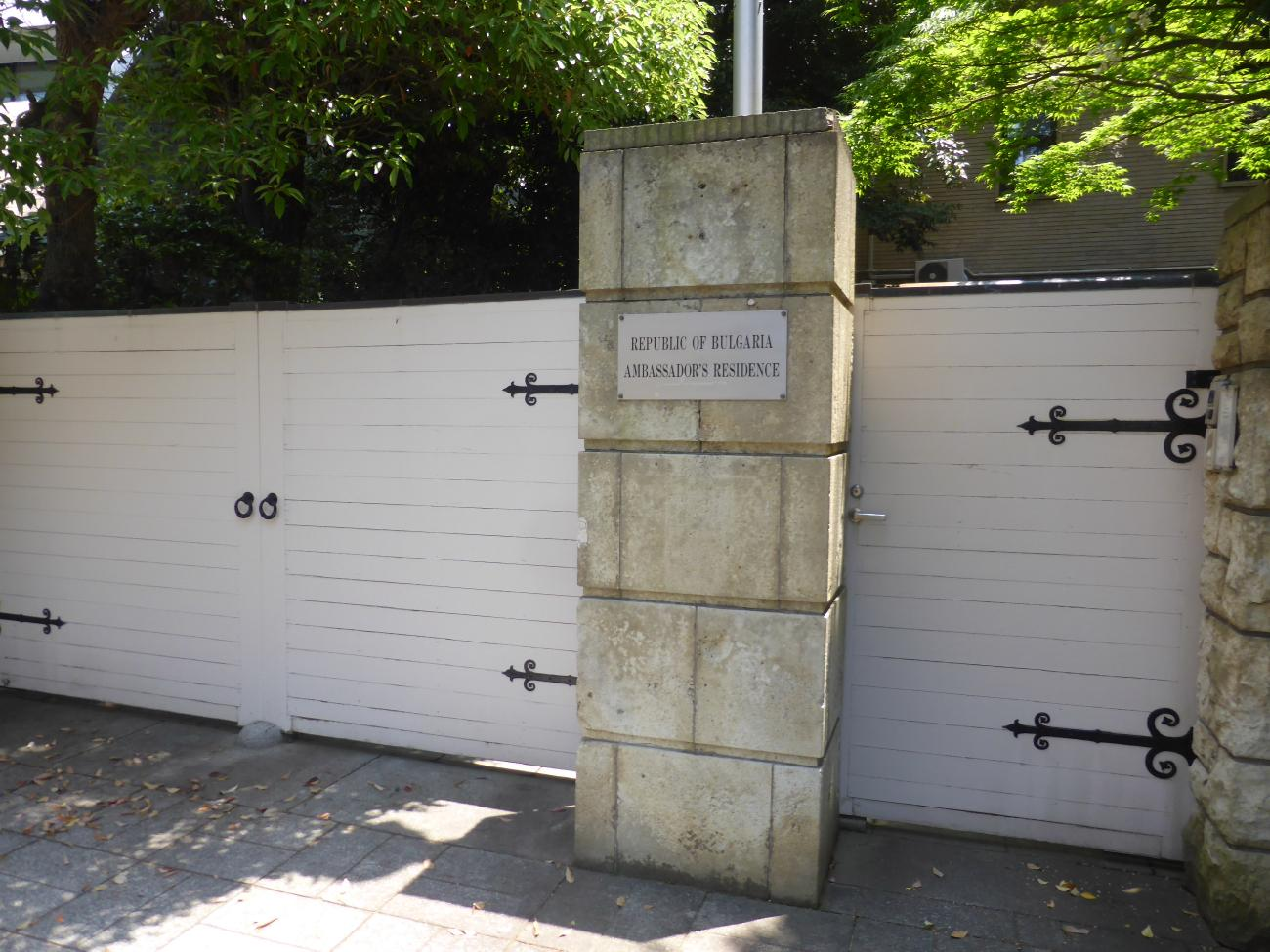
ブルガリア大使公邸表札

### 在日ブルガリア大使・公使

#### 在日ブルガリア公使
1. ヤンコ・ペエフ（ブルガリア語版）（1942～1944年）
2. ストヤン・ペトロフ＝チョマコフ（ブルガリア語版）（1944～1945年[13]）
  - 1945年から1960年は、日本への駐箚なし
3. フリスト・ボエフ（ブルガリア語版）（1960～1962年）

#### 在日ブルガリア大使
- フリスト・ズドラフチェフ（1964年～）
- ナチョ・パパゾフ（ブルガリア語版）（ナーチョ・パパゾフ、1967～1971年、信任状捧呈は9月18日[14]）
- パルヴァン・チェルネフ（1972年～、信任状捧呈は1月28日[15]）
- ルーメン・セルベゾフ（ブルガリア語版）（ルーメン・セルベーゾフ、1974～1979年、信任状捧呈は6月7日[16]）
- アンゲル・アンゲロフ（ブルガリア語版）（1982～1986年）
- ペタル・バシカロフ（ブルガリア語版）（1986～1990年）
- ？？？？（1991～1995年、信任状捧呈は5月10日[17]）
- バレンティン・ガツィンスキー（ブルガリア語版）（1995～1998年、信任状捧呈は5月18日[18]）
- ペータル・ディミトロフ・アンドノフ（1998～2003年、信任状捧呈は9月21日[19]）
- ブラゴヴェスト・センドフ（ブルガリア語版、英語版）（2003～2009年、信任状捧呈は12月19日[20]）
- （臨時代理大使）ヴェラ・ステファノヴァ（2009～2010年）
- リュボミル・トドロフ（ブルガリア語版）（2010～2012年、信任状捧呈は2月12日[21]）
- （臨時代理大使）ユリヤナ・アントノヴァ＝ムラタ（2012年）
- ゲオルギ・ヴァシレフ（2012～2016年、信任状捧呈は11月28日[22]）
- （臨時代理大使）オレグ・ドイチノフ（2016年）
- ボリスラフ・コストフ（2016～2021年、信任状捧呈は2017年1月18日[23]）
- （臨時代理大使）カリナ・ルボミロヴァ・ダミアノヴァ（2021年）
- マリエタ・ペトロヴァ・アラバジエヴァ・デ・デスカルシー（2021年～、信任状捧呈は4月14日[24]）